# 塔尔蒙-圣伊莱尔
塔尔蒙-圣伊莱尔（法語：Talmont-Saint-Hilaire，法語發音：[talmɔ̃ sɛ̃.t‿ilɛʁ]）是法国卢瓦尔河地区大区旺代省的一个市镇，位于该省西部，属于莱萨布勒多洛讷区。

## 地理
塔尔蒙-圣伊莱尔（46°28'2"N, 1°37'6"W）面积89.53 平方千米，位于法国卢瓦尔河地区大区旺代省，该省份为法国西部沿海省份，北起大西洋卢瓦尔省和曼恩-卢瓦尔省，西临大西洋，南至滨海夏朗德省，东部及东南部与德塞夫勒省接壤。
与塔尔蒙-圣伊莱尔接壤的市镇（或旧市镇、城区）包括：格罗布勒伊、滨海雅尔、普瓦鲁、圣富瓦、圣伊莱尔拉福雷、圣樊尚叙雅尔、莱萨布勒多洛讷。

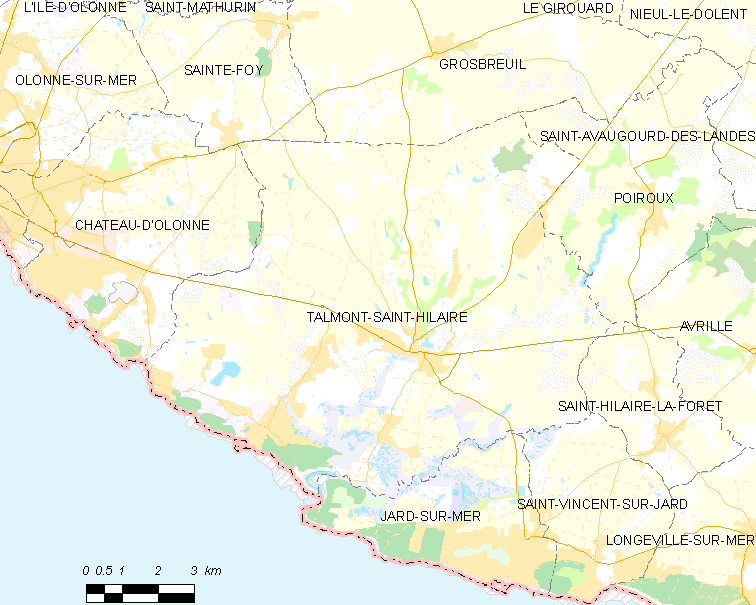
塔尔蒙-圣伊莱尔的OSM定位图

塔尔蒙-圣伊莱尔的时区为UTC+01:00、UTC+02:00（夏令时）。

## 行政
塔尔蒙-圣伊莱尔的邮政编码为85440，INSEE市镇编码为85288。

## 政治
塔尔蒙-圣伊莱尔所属的省级选区为塔尔蒙-圣伊莱尔县。

## 人口

1962-2008年间塔尔蒙-圣伊莱尔人口变化图示

塔尔蒙-圣伊莱尔于2022年1月1日时的人口数量为8327人。